# SMS V 116
V 116 – niemiecki niszczyciel z okresu I wojny światowej. Pierwsza jednostka typu V 116. Okręt wyposażony w cztery kotły parowe ropą (zapas paliwa 660 ton). Zwodowany na krótko przed ukończeniem wojny nie zdążył wziąć w niej udziału. Po wojnie przekazany w ramach reparacji wojennych Włochom i wcielony do Regia Marina jako Premuda. Złomowany w 1937 roku.